# Amazing Journey: The Story of The Who (soundtrack)
Amazing Journey: The Story of The Who je kompilace skladeb, které obsahuje stejnojmenný dokument. Album bylo vydané pouze ve Spojených státech v obchodech Best Buy.

## Seznam skladeb
Autorem všech skladeb je Pete Townshend, kromě uvedených výjimek.
1. "Leaving Here" (jako The High Numbers) (Lamont Dozier, Brian Holland & Edward Holland) – 2:50
2. "I Can't Explain" – 2:06
3. "My Generation" – 3:19
4. "I'm a Boy" – 2:38
5. "I Can See for Miles" – 4:08
6. "Amazing Journey" – 5:07
7. "Pinball Wizard" – 3:03
8. "Summertime Blues" (Live at Leeds) (Jerry Capehart & Eddie Cochran) – 3:25
9. "Baba O'Riley" – 5:01
10. "The Song Is Over" – 6:16
11. "Sea and Sand" – 5:04
12. "Who Are You" – 5:09
13. "Eminence Front" – 5:38
14. "Won't Get Fooled Again" (živě z The Concert for New York City) – 9:21
15. "Real Good Looking Boy" (Townshend, Luigi Creatore, Hugo Peretti & George David Weiss) – 5:43
16. "Tea & Theatre" – 3:22